# Eastbourne (stacja kolejowa)
Eastbourne (ang. Eastbourne railway station) – stacja kolejowa w Eastbourne, w hrabstwie East Sussex, w Anglii, w Wielkiej Brytanii. Znajduje się na East Coastway Line i jest obsługiwana przez Southern. Jest to jedna z dwóch stacji kolejowych w mieście, druga to Hampden Park. Istnieją również dwie inne stacje w okolicy Eastbourne, jedna to Pevensey & Westham, w pobliżu Westham (niedaleko Pevensey), druga to Polegate. Stacja obsługuje ok. 2 696 318 pasażerów rocznie (dane za rok 2021/2022).

## Historia
Jednotorowa linia do Eastbourne z Polegate na trasie Brighton-Hastings została otwarta przez London Brighton and South Coast Railway (LB&SCR) w dniu 14 maja 1849 roku. Miasto stało się coraz bardziej popularnym nadmorskim kurortem, co spowodowało powstanie kolejnych budynków dworca: pierwszy w 1866 roku i obecny, zaprojektowany przez F.D. Brick, w 1886 roku.

## Usługi
- Kasa
- Automaty biletowe
- Parking
- Toalety
- Telefony
- Sklepy i kawiarnie, w tym: Subway, WHSmith i Fryzjerzy.
- Centrum Zdrowia
- Postój taksówek
- Przystanek autobusowy
- Kryte siedzenia wokół stacji